# Thomas Doe
Thomas Doe (n. 12 octombrie 1912, Tacoma, Washington, SUA – d. 19 iulie 1969, Hendersonville, Carolina de Nord, SUA) a fost un bober ce a reprezentat Statele Unite ale Americii, medaliat olimpic. A participat la o ediție a Jocurilor Olimpice (1928) în care a câștigat o medalie de argint.

## Participări
Lista de mai jos prezintă principalele competiții la care a participat Thomas Doe de-a lungul carierei.
- Olympische Winterspiele 1928/Bob[*]